# Hệ thống xã hội
Trong xã hội học, một hệ thống xã hội là mạng lưới các mối quan hệ khuôn mẫu tạo thành một tổng thể thống nhất tồn tại giữa các cá nhân, nhóm và tổ chức. Đó là cấu trúc chính thức của vai trò và trạng thái có thể hình thành trong một nhóm nhỏ, ổn định.  Một cá nhân có thể thuộc nhiều hệ thống xã hội cùng một lúc; ví dụ về các hệ thống xã hội bao gồm các đơn vị gia đình hạt nhân, cộng đồng, thành phố, quốc gia, trường đại học, tập đoàn kinh tế và ngành công nghiệp. Tổ chức và định nghĩa của các nhóm trong một hệ thống xã hội phụ thuộc vào các thuộc tính chung khác nhau như vị trí, tình trạng kinh tế xã hội, chủng tộc, tôn giáo, chức năng xã hội hoặc các đặc điểm khác biệt.

## Các nhà lý thuyết xã hội đáng chú ý
Việc nghiên cứu về các hệ thống xã hội là không thể thiếu trong các lĩnh vực xã hội học và chính sách công. Các hệ thống xã hội đã được nghiên cứu kể từ khi xã hội học xuất hiện.

### Talcott Parsons
Talcott Parsons là người đầu tiên xây dựng một lý thuyết có hệ thống về các hệ thống xã hội, mà ông đã thực hiện như một phần của mô hình AGIL của mình. Ông định nghĩa một hệ thống xã hội chỉ là một phân khúc (hay "hệ thống con") của cái mà ông gọi là lý thuyết hành động. Parsons tổ chức các hệ thống xã hội theo các đơn vị hành động, trong đó một hành động được thực hiện bởi một cá nhân là một đơn vị. Ông định nghĩa một hệ thống xã hội là một mạng lưới tương tác giữa các tác nhân.  Theo Parsons, các hệ thống xã hội dựa trên một hệ thống ngôn ngữ và văn hóa phải tồn tại trong một xã hội để nó đủ điều kiện trở thành một hệ thống xã hội.  Công trình của Parsons đặt nền móng cho phần còn lại của nghiên cứu lý thuyết hệ thống xã hội và châm ngòi cho cuộc tranh luận về những hệ thống xã hội nào nên được xây dựng xung quanh, chẳng hạn như hành động, giao tiếp hoặc các mối quan hệ khác.

### Niklas Luhmann
Niklas Luhmann là một nhà xã hội học và nhà lý thuyết hệ thống xã hội nổi tiếng, người đã đặt nền móng cho tư tưởng hệ thống xã hội hiện đại. Ông dựa trên định nghĩa của mình về một "hệ thống xã hội" trên mạng lưới giao tiếp rộng rãi giữa con người và định nghĩa xã hội là một hệ thống "tự trị", nghĩa là một hệ thống tự tham chiếu và tự lực khác biệt với môi trường của nó. Luhmann coi các hệ thống xã hội thuộc ba loại: hệ thống xã hội, tổ chức và hệ thống tương tác. Luhmann coi các hệ thống xã hội, như tôn giáo, luật pháp, nghệ thuật, giáo dục, khoa học, v.v., là những hệ thống khép kín bao gồm các lĩnh vực tương tác khác nhau. Các tổ chức được định nghĩa là một mạng lưới các quyết định tự tái sản xuất; định nghĩa của ông là khó áp dụng trong việc tìm kiếm một ví dụ trong thế giới thực.  Cuối cùng, hệ thống tương tác là hệ thống tự tái tạo trên cơ sở giao tiếp thay vì ra quyết định.

### Jay Wright Forrester
Jay Wright Forrester thành lập lĩnh vực động lực học hệ thống, liên quan đến việc mô phỏng các tương tác trong các hệ thống động. Trong công việc của mình trên các hệ thống xã hội, ông thảo luận về các khả năng của động lực hệ thống xã hội, hoặc mô hình hóa các hệ thống xã hội sử dụng máy tính với mục đích kiểm tra các tác động có thể có của việc thông qua các chính sách hoặc luật mới. Trong bài viết của mình, ông đã nhận ra những khó khăn trong việc sản xuất một hệ thống mô hình máy tính đáng tin cậy, nhưng lập luận rằng một mô hình không hoàn hảo tốt hơn không có và chỉ đơn giản là thực hiện chính sách mới.
Forrester lập luận rằng các chính sách công không thành công nhằm mục đích điều trị các triệu chứng hơn là nguyên nhân của các vấn đề xã hội và họ thường tập trung vào các nỗ lực hơn là kết quả. Điều này xảy ra bởi vì hiểu biết không đầy đủ hoặc sự hiểu lầm về nguyên nhân của một vấn đề từ phía các nhà hoạch định chính sách, điều này thường dẫn đến các chính sách không hiệu quả hoặc bất lợi làm nặng thêm các vấn đề mà họ đã thực hiện để sửa chữa hoặc gây ra các vấn đề khác. Một vấn đề khác của Forrester lưu ý là một số chính sách có thể hoạt động tốt trong dài hạn có thể làm trầm trọng thêm một vấn đề trong ngắn hạn. Một chính sách thành công theo Forrester phải nhắm mục tiêu các điểm đòn bẩy chính xác, trong trường hợp này là khía cạnh của vấn đề xã hội, nếu được sửa đổi, sẽ tạo ra hiệu ứng đủ lớn để khắc phục vấn đề.